# آندروخ
اندرخ روستایی خوش آب و هوا از حومه تبادکان که در ۳۳ کیلومتری شمال شرقی مشهد و در مسیر کلات نادری واقع شده‌است. این مکان یکی از تفریگاه‌ها و پایگاه‌های ورزشی، ویژه کوهنوردان و صخره نوردان اطراف مشهد است.
دره آندروخ با دیوارهای سنگی احاطه شده و دارای غاری با دهانه بزرگ است.